# Aplastodiscus sibilatus
Aplastodiscus sibilatus – gatunek płaza bezogonowego z rodziny rzekotkowatych (Hylidae).

## Systematyka
Gatunek ten opisali w 2003 roku Carlos Alberto Gonçalves Cruz, Bruno Pimenta i Débora Leite Silvano, zaliczając go do rodzaju Hyla w obrębie rodziny rzekotkowatych. Praca Faivovicha et al. z 2005 przeniosła go do rodzaju Aplastodiscus.

## Rozmieszczenie geograficzne
Jak podaje Międzynarodowa Unia Ochrony Przyrody (IUCN), gatunek spotyka się jedynie na terenie Brazylii, w środkowej części wschodu stanu Bahia, w rejonach przybrzeżnych; podejrzewa się jednak, że rzeczywisty zasięg występowania gatunku może być nieco szerszy niż ten, z którego go wykazano.

## Ekologia
Płaz ten żyje na wysokościach pomiędzy 20 i 720 m nad poziomem morza w formacji caatinga i w lesie atlantyckim. Jego siedliskiem są zarówno gęste lasy deszczowe, jak i wysokie lasy restinga (przybrzeżne), gdzie występuje wśród gęstej roślinności podszytu na piaszczystych brzegach i w ściółce. Widywano osobniki nawołujące z roślin ananasowatych, krzewów i okolic strumieni.

## Cykl życiowy
Rozród Aplastodiscus sibilatus przebiega w szybkich strumieniach lub rozlewiskach.

## Status zagrożenia i ochrona
W Czerwonej księdze gatunków zagrożonych IUCN Aplastodiscus sibilatus od 2023 roku klasyfikowany jest jako gatunek najmniejszej troski (LC, ang. Least Concern); wcześniej, od 2004 roku uznawano go za gatunek niedostatecznie rozpoznany (DD, ang. Data Deficient).
Nie wiadomo, czy całkowita liczebność jego populacji spada.
IUCN wymienia następujące lokalne zagrożenia dla tego gatunku: rozwój rolnictwa, pozysk drewna, osadnictwo ludzkie, rozwój turystyki i budowa małych elektrowni wodnych.
Około połowa zasięgu występowania tego płaza leży w granicach obszarów chronionych.